# Pusztai Bertalan
Pusztai Bertalan (1972 – ) kommunikációs szakember, antropológus, történész, néprajzos, egyetemi docens. A Szegedi Tudományegyetem Kommunikáció- és médiatudomány tanszékének tanszékvezetője.

## Tanulmányai
Történelem-néprajz szakon a Kossuth Lajos Tudományegyetemen végzett, Debrecenben 1994-ben. Kultúraelméleti tanulmányokat a budapesti Láthatatlan Kollégiumban hallgatott. Doktori tanulmányait Finnországban végezte 1999 és 2004 között, a Jyväskyläi Egyetemen, Bo Lönnqvist irányításával.

## Szakmai munkássága
Pusztai Bertalan fő kutatási területei: a vallási és nemzeti identitás Közép-Európában, a turizmus elemzése antropológiai és kulturális szempontból, kultúraközi és társadalmi kommunikáció, valamint a kortárs kultúrakutatás módszertana és elmélete.
Számos egyéni kutatást végzett: például kutatta a turizmus médiareprezentációját, a fesztiválokat mint identitást, és a vallási élmények valamint a késő modern zarándoklat kapcsolatát is. Terepkutatásokat is végzett Erdélyben, Szlovákiában és Kárpátalján is. Több nemzetközi kutatócsoportban is dolgozott.
Külföldi egyetemeken is tanított. Jelenleg a Szegedi Tudományegyetem Kommunikáció- és médiatudomány tanszékének tanszékvezetője. Az egyetemen 1997 óta dolgozik, megszakításokkal.